# Nilton Pequeno
Nilton Pequeno (Santo Tomé, 6 de abril de 1998) es un futbolista santotomense que juega en la demarcación de defensa para el GD Bragança del Campeonato de Portugal.

## Selección nacional
Hizo su debut con la selección de fútbol de Santo Tomé y Príncipe el 28 de marzo de 2021 en un encuentro de clasificación para la Copa Africana de Naciones de 2021 contra Santo Tomé y Príncipe que finalizó con un resultado de 3-1 a favor del combinado ghanés tras los goles de Nicholas Opoku, Baba Rahman, Jordan Ayew para Ghana, y de Iniesta para Santo Tomé y Príncipe.

## Clubes
| Club                  | País     | Año       | Partidos | Goles |
| --------------------- | -------- | --------- | -------- | ----- |
| AE Africanos Bragança | Portugal | 2017-2019 | 9        | 0     |
| GD Sendim             | Portugal | 2019      | 21       | 1     |
| CCD Minas de Argozelo | Portugal | 2019-2021 | 9        | 0     |
| Aliados FC Lordelo    | Portugal | 2019-2021 | 10       | 0     |
| GD Bragança           | Portugal | 2021-     | 6        | 0     |